# Stilbus oblongus
Stilbus oblongus – gatunek chrząszcza z rodziny pleszakowatych.

## Taksonomia
Gatunek ten opisany został po raz pierwszy w 1845 przez Wilhelma Ferdinanda Erichsona pod nazwą Olibrus oblongus.

## Morfologia
Chrząszcz o ciele owalnym, silnie wysklepionym, długości od 1,5 do 2,1 mm. Ubarwienie wierzchu ciała jest nieco zmatowiałe, jasnobrązowe do czarniawego z rozjaśnionymi wierzchołkami pokryw. Ciemnobrązowe czułki mają buławkę o stosunkowo zwartym zestawieniu członów. Głaszczki szczękowe cechują się ostatnim członem dwukrotnie dłuższym niż szerokim, w zarysie owalnym z przewężeniem przed wierzchołkiem. Przedplecze ma zaokrąglone kąty tylne oraz pozbawioną żeberka podstawę.Tarczka długością niemal dorównuje szerokości oka. Pokrywy mają pojedynczy rowek przyszwowy oraz mikrorzeźbę w 80-krotnym powiększeniu złożoną z wielokątnych, regularnych, niemal jednakowych oczek. Spód ciała i odnóża mają ciemnobrązową barwę. Linie biodrowe na zapiersiu tworzą kąt rozwarty. 

## Ekologia i występowanie
Owad ten zasiedla obszary bagniste. Osobniki dorosłe od końca kwietnia do początku października spotykane są na trzcinie pospolitej i pałkach. Zimują pod resztkami trzcin, skoszoną trawą i w ptasich gniazdach.
Gatunek palearktyczny, znany Hiszpanii, Wielkiej Brytanii, Francji, Holandii, Niemiec, Szwajcarii, Austrii, Włoch, Danii, Szwecji, Norwegii, Finlandii, Estonii, Polski, Czech, Słowacji, Węgier, Ukrainy, Chorwacji, Grecji, europejskiej i syberyjskiej części Rosji, Zakaukazia, Syrii, Afganistanu i Afryki Północnej.